# 科利斯尼基夫卡 (舍夫琴科韋市鎮)
49°37′22″N 37°11′48″E / 49.62278°N 37.19667°E
科利斯尼基夫卡（烏克蘭語：Колісниківка）是位於烏克蘭東部的村莊，由哈爾科夫州庫皮揚斯克區的舍夫琴科韦市镇負責管轄。該村始建於1921年，面積0.84平方公里，海拔高度164米，2001年人口126，人口密度每平方公里150人。